# Herta Haas (Partisanin)

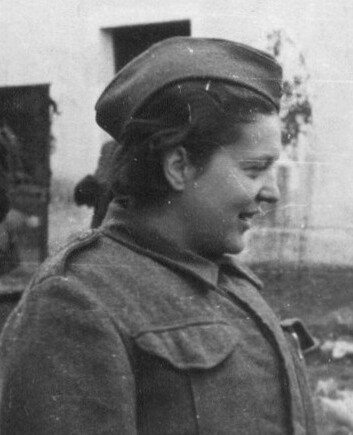
Herta Haas, 1943

Herta Haas (* 29. März 1914 in Windisch-Feistritz, Österreich-Ungarn; † 5. März 2010 in Belgrad) war ein sloweniendeutsches Mitglied der jugoslawischen Partisanen und die zweite Ehefrau des Partisanenführers und Präsidenten des sozialistischen Jugoslawiens, Josip Broz Tito.

## Biographie

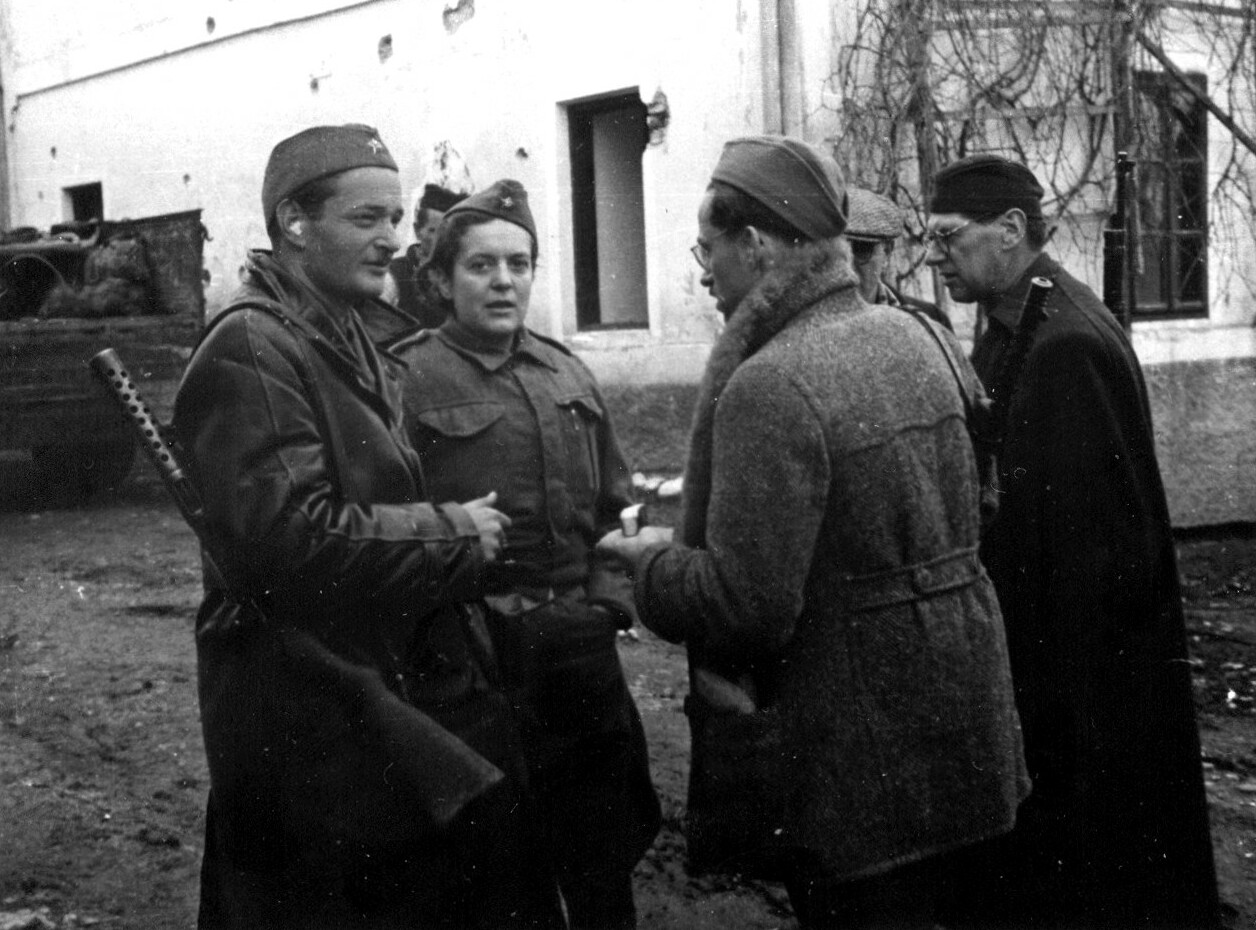
Herta Haas (zweite von links) 1943

Haas wurde 1914 im slowenischen Slovenska Bistrica geboren, das zu diesem Zeitpunkt zu Österreich-Ungarn gehörte. Bereits zu Schulzeiten schloss sie sich revolutionären Arbeiterbewegungen an und übernahm Botendienste zwischen Jugoslawien und Frankreich.
Haas traf Tito erstmals im Jahre 1937 in Paris, ein Jahr nachdem er sich von seiner ersten Frau, der Russin Pelagija „Polka“ Belousova, getrennt hatte. 1940 trafen sie sich erneut in Istanbul, wo Haas Tito, der von einem Aufenthalt in Moskau zurückkehrte, einen Pass überbringen sollte. Das Paar heiratete im selben Jahr und das Ehepaar kehrte unter Tarnnamen zurück nach Jugoslawien. Sie lebten bis zur Invasion der Wehrmacht in Zagreb, wo die schwangere Haas alleine zurückblieb, als Tito nach Belgrad umsiedelte.
Im Mai 1941 kam das einzige Kind der beiden, Mišo Broz, zur Welt, der unter anderem kroatischer Botschafter in Indonesien von 2004 bis 2009 war. Unterstützer der Partisanen versteckten sie und ihren Sohn vor den nationalsozialistischen Behörden und deren Verbündeten, sie wurden aber dennoch von diesen gefunden und gefangen genommen. 1943 kamen sie durch einen Gefangenenaustausch zwischen den Nationalsozialisten und den Partisanen im Austausch gegen einen deutschen Offizier frei.
Als Haas 1943 frei kam, hatte ihr Ehemann Tito mittlerweile eine Affäre mit seiner Sekretärin Davorjanka Paunović (Deckname „Zdenka“). Haas und Tito trennten sich noch im selben Jahr während des zweiten Treffens des „Antifaschistischen Rats der Nationalen Befreiung Jugoslawiens“ in Jajce, nachdem Haas ihren Ehemann und Paunović in flagranti erwischt haben soll. Haas verbrachte anschließend den Rest des Zweiten Weltkrieges in Trennung von Tito in Slowenien.
Tito und Haas sollen sich nur ein einziges Mal nach Ende des Zweiten Weltkrieges, während eines Besuches ihrerseits im Belgrader Präsidentensitz, getroffen haben. Nach dem Krieg arbeitete sie im sozialistischen Jugoslawien in Regierungseinrichtungen. Sie heiratete erneut, bekam zwei Töchter und lebte ein Leben abseits des öffentlichen Interesses.
Herta Haas starb kurz vor ihrem 96. Geburtstag am 5. März 2010 in Belgrad.